# Somma Vesuviana
Somma Vesuviana è un comune italiano di 33 341 abitanti della città metropolitana di Napoli in Campania.

## Geografia fisica

### Territorio
Somma Vesuviana sorge nel cuore del Parco Nazionale del Vesuvio a 16 km dal capoluogo. Ha origini antichissime, attestate in numerosi ritrovamenti archeologici e da una delle più grandi ville romane dove si pensa sia morto l'imperatore Cesare Augusto, e costituisce uno dei comuni più interessanti dell'area vesuviana. Il Casamale, il suo più antico quartiere è tuttora circondato da mura aragonesi. Nuovi studi hanno prospettato la tesi che questo quartiere sebbene antico, non fu il primo nucleo abitativo della città, come dimostra la presenza della chiesa fuori dalle Mura Aragonesi (D.Russo, Summae Civitas, 2018.) Vi è il Museo Etnostorico delle Genti Campane, ubicato nell'antico convento delle Suore Carmelitane accanto al santuario di Santa Maria a Castello. Più in basso dell'abitato si trova la chiesa di Santa Maria del Pozzo e, nelle immediate vicinanze, un Museo di Arte Contadina che raccoglie tantissimi oggetti di uso quotidiano della civiltà di un tempo.
Il suo terreno, fertilissimo per la vicinanza del Vesuvio, rende i prodotti locali particolarmente prelibati, come i pomodorini del Vesuvio, le albicocche e l'uva, da cui si ricava un eccellente vino da tavola che accompagna le più svariate ricette, tra cui il baccalà alla napoletana, assoluto protagonista della manifestazione gastronomica che si tiene ogni anno durante il secondo week-end di ottobre.

### Clima
| Somma Vesuviana                                      | Mesi | Mesi | Mesi | Mesi | Mesi | Mesi | Mesi | Mesi | Mesi | Mesi | Mesi | Mesi | Stagioni | Stagioni | Stagioni | Stagioni | Anno  |
| Somma Vesuviana                                      | Gen  | Feb  | Mar  | Apr  | Mag  | Giu  | Lug  | Ago  | Set  | Ott  | Nov  | Dic  | Inv      | Pri      | Est      | Aut      | Anno  |
| ---------------------------------------------------- | ---- | ---- | ---- | ---- | ---- | ---- | ---- | ---- | ---- | ---- | ---- | ---- | -------- | -------- | -------- | -------- | ----- |
| T. max. media (°C)                                   | 13   | 13   | 15   | 18   | 23   | 26   | 29   | 30   | 26   | 22   | 17   | 14   | 13,3     | 18,7     | 28,3     | 21,7     | 20,5  |
| T. min. media (°C)                                   | 4    | 4    | 6    | 8    | 12   | 16   | 18   | 18   | 15   | 12   | 8    | 5    | 4,3      | 8,7      | 17,3     | 11,7     | 10,5  |
| T. max. assoluta (°C)                                | 20   | 22   | 27   | 27   | 32   | 37   | 38   | 40   | 37   | 36   | 27   | 22   | 22       | 32       | 40       | 37       | 40    |
| T. min. assoluta (°C)                                | −5   | −2   | −2   | 0    | 0    | 8    | 10   | 10   | 7    | 2    | −2   | −3   | −5       | −2       | 8        | −2       | −5    |
| Giorni di calura (Tmax ≥ 30 °C)                      | 0    | 0    | 0    | 0    | 0    | 1    | 6    | 8    | 1    | 0    | 0    | 0    | 0        | 0        | 15       | 1        | 16    |
| Giorni di gelo (Tmin ≤ 0 °C)                         | 3    | 2    | 1    | 0    | 0    | 0    | 0    | 0    | 0    | 0    | 0    | 2    | 7        | 1        | 0        | 0        | 8     |
| Precipitazioni (mm)                                  | 104  | 98   | 86   | 76   | 50   | 34   | 24   | 42   | 80   | 130  | 162  | 121  | 323      | 212      | 100      | 372      | 1 007 |
| Radiazione solare globale media (centesimi di MJ/m²) | 4    | 4    | 5    | 6    | 8    | 9    | 10   | 10   | 8    | 6    | 4    | 3    | 11       | 19       | 29       | 18       | 77    |

## Storia

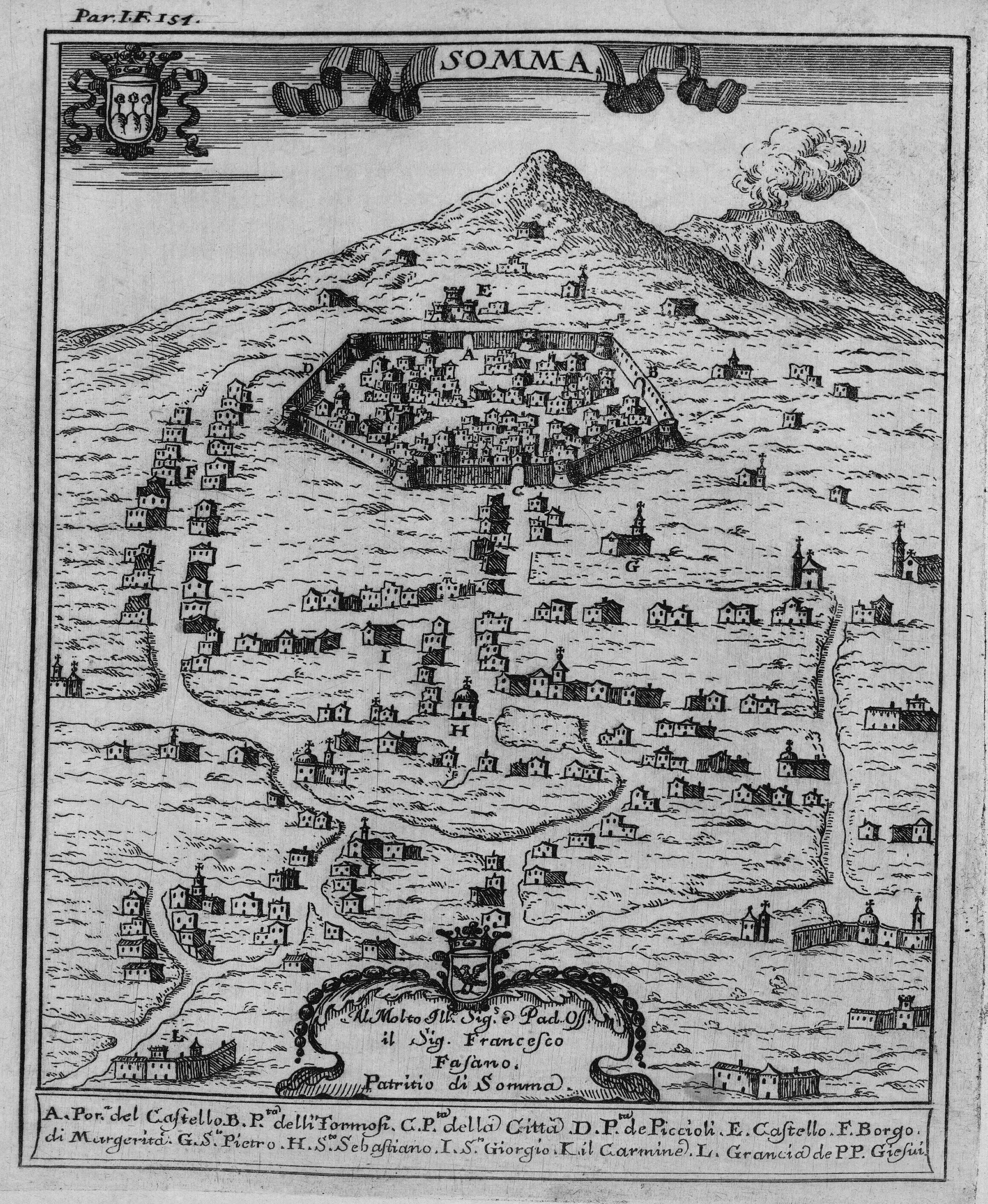

Sulle antiche pendici del Vesuvio, che, dopo l'eruzione del 79 d.C., causa la separazione del massiccio in due moli, assunse poi la denominazione di monte Somma, lasciando al nuovo cono la denominazione di Vesuvio, era insediata una folta serie di "villae rusticae".
Questo a dimostrazione dell'intensa frequentazione della zona fin dall'epoca romana e della coltivazione di prodotti pregevoli (frutta, vino ed olio), smistati sui mercati delle vicine cittadine di Nola, Pompei e Napoli per procedere poi alla successiva commercializzazione nella lontana capitale in cui erano molto richiesti.
Abbondantissimi gli insediamenti di epoca romana riscontrati nella zona, tra i quali notevole interesse architettonico presentano i ruderi della presunta "Villa di Augusto", individuata da Matteo Della Corte, intorno agli anni trenta, in località Starza della Regina.
Nell'evoluzione urbanistica della cittadina di Somma Vesuviana ebbe sempre una notevole importanza la sua sede elevata ed intermedia tra le potenze militari di Nola e Napoli costantemente in lotta tra di loro. Le prime menzioni del luogo sono state date da Cicerone nel suo “De Officiis” e da Valerio Massimo nel “Memorabilia” facendo riferimento alla disputa tra le città di Napoli e Nola per il possesso di queste terre alle falde del monte Vesuvio. Il Senato romano, nel 184 a.C., mandò come arbitro Quinto Fabio Labeone il quale decise di non modificare i confini già tracciati e di destinare quella fascia di territorio alla diretta amministrazione di Roma. Questo episodio, che è citato da tutti gli storici locali dei paesi vesuviani come atto fondativo del loro territorio, ha, da sempre, suscitato più di una polemica. Secondo alcuni si tratterebbe di un fatto leggendario per attribuirsi "nobili natali"; per altri addirittura non si sarebbe mai verificato. Sulla rivista "Summana" è apparso un contributo del prof. Parisi Domenico che, confermando l'effettiva realtà dell'episodio, avanza l'ipotesi che l'arbitro mandato dal Senato di Roma, per derimere la controversia tra nolani e napooletani, non sarebbe stato il console Quinto Fabio Labeone, ma il pretore peregrino Caio Atinio Labeone nel 195 a.C.
Nella parte più alta, in posizione strategica rispetto all'intera pianura campana, verso l'XI secolo, fu eretto il fortificato castello che ospitò longobardi, normanni e svevi, mentre successivamente gli ungheresi ne saggiarono l'imprendibilità.
Con l'avvento degli angioini il castello sul monte e la cittadina medievale di Somma, sviluppatasi più in basso, ebbero maggiore importanza e un incremento significativo sia nella parte residenziale che in quella artistica.
La zona fu selezionata come stabile dimora estiva dai regnanti angioini per la salubrità dell'aria e la fedeltà dei sudditi a cui furono per riconoscenza concessi molti privilegi e molte opere d'arte, tra cui ricordiamo quelle architettoniche più importanti: restauro del castello a monte con la costruzione della cappella di Santa Lucia, opere di fortificazioni del borgo medioevale, il palazzo reale in località Starza della Regina e la monumentale chiesa di San Domenico con l'annesso convento.
Non da meno furono i successori degli angioini, cioè gli aragonesi, che soggiornarono molto spesso in Somma Vesuviana e lasciarono la loro traccia con la riedificazione della cinta muraria, giunta fino a noi quasi intatta, con il castello a ridosso delle mura, eretto da Lucrezia d'Alagno, e con la chiesa di Santa Maria del Pozzo, fatta costruire dalla regina Giovanna III d'Aragona, che viveva a Somma Vesuviana e che nelle sale del palazzo della Starza della Regina assistette alla celebrazione delle nozze della figlia Giovanna IV con Ferrantino.
Precedentemente proprio Ferrante I aveva constatato l'imprendibilità del castello di Somma allorquando era qui venuto con molti armati per sottomettere Lucrezia d'Alagno, amante del padre Alfonso il Magnanimo, che a quest'ultima aveva regalato la terra di Somma, sotto la finta stipula di una vendita al fratello Ugone.
Fu per questo riconoscimento che Somma ebbe rifatta interamente la cinta muraria, per migliorarne la struttura difensiva e non fu più concessa in feudo, ma restò sempre sotto il più stretto demanio regio e i diritti su di essa vennero concessi solo ai familiari del re, per salvaguardare la città di Napoli da attacchi di nemici provenienti dal lato orientale.
Somma Vesuviana fú elevata al rango di Ducato e fú concessa a Ramon Folch de Cardona-Anglesola (nato a Bellpuig nel 1467, + a Napoli nel 1522), Vice-Re di Napoli, 12° Barone di Bellpuig, dal 1515, Conte di Oliveto (Alvito), ramo generato dal casato degli Angioini. 
Solo con la caduta degli aragonesi la cittadina venne concessa in feudo, ma i suoi abitanti fecero sì che questa situazione non perdurasse a lungo e, con sacrifici e con notevoli indebitamenti, furono raccolti i 112.000 ducati, cifra occorrente per pagare il riscatto e rientrare così sotto il demanio regio.
Nel frattempo l'urbanizzazione della zona era cresciuta e si erano sviluppati il quartiere Margherita, il quartiere del Borgo e il quartiere di Prigliano, mentre nelle fertili campagne più a valle, nei poderi acquistati da vari nobili napoletani, venivano edificate ampie ed attrezzate "masserie".
Queste provvedevano contemporaneamente alla residenza in periodi di vacanza e alla produzione, raccolta e lavorazione dei pregiati vini tratti dalle già dette famose uve locali, coltivate sul terreno sabbioso del vulcano, che contribuiva a dare loro forza e sapore; a queste era stata aggiunta la pregiata uva “catalanesca", proveniente dalla Catalogna e impiantata nella zona ad opera di Alfonso I d'Aragona, che per secoli ha biondeggiato sulle mense ed ha deliziato i palati dei napoletani.
Torchi vinari dalle dimensioni enormi, ricavati da tronchi di mastodontici alberi di quercia, da cui assunsero la denominazione dialettale di "cercole", ancora oggi si trovano inutilizzati, nei vasti e freschi cellai di molteplici aziende agricole, a testimoniare l'abbondanza della produzione vinaria.
Con lo spostamento dei reali napoletani nella zona della marina Portici per il periodo di vacanze, Somma Vesuviana perse la predilezione dei sovrani, ma ad essi immediatamente subentrarono, variamente distribuiti sul territorio, signori locali e forestieri, con un'abbondanza di napoletani, che attivarono la produzione agricola, che primeggiò non solo nel campo vitivinicolo, ma anche in quello della frutta pregiata (susine, pesche e ciliegie) e di cui ancora oggi permane apprezzata l'albicocca, la "succulenta crisommola".
Sorsero nobili palazzi, che si arricchirono con fregi e decorazioni pregevoli.

## Monumenti e luoghi d'interesse
Caratteristici sono il centro storico e il territorio circostante che conservano l'aspetto di un tempo.
La città ha inoltre un luogo d'interesse archeologico. Secondo Strabone, storico romano del II secolo, la città fu fondata dallo stesso gruppo di Osci che fondò Ercolano e che chiamò la città Sommax. Giulio Andronico riporta nel suo Acutum Fondationum che la città fu fondata da un gruppo di plebei guidato da Tiberio Gracco che chiamò la città «Saxo Tribunum» (urbe dei plebei). Marenzio, storico del 77 d.C. descrive la fondazione con i sanniti. Il ritrovamento avvenne nel 1997, quando l'archeologo dilettante Nicola Sannuto scoprì il sito archeologico che corrispondeva con Saxo Tribunum.

### Il borgo di Casamale
- Castello D'Alagno, voluto da Lucrezia d’Alagno amante di Alfonso d’Aragona. Nel 1458 alla morte del re, vi si stabilì per viverci. Imponente e maestoso, a ridosso del centro storico di Casamale, vicino ad una delle porte d'ingresso al borgo, domina tutta la zona.

Il borgo che prende il nome dalla aristocratica famiglia dei Causamala, che compare per la prima volta in un atto di locazione del 1011. Circondano il borgo le antiche mura aragonesi, consolidate nel 1467 dal re Ferrante d'Aragona. Tali mura servivano per il contenimento dei terrapieni intorno alla "Terra Murata". Quattro porte si aprivano lungo le mura: porta Terra (o porta San Pietro) situata sul lato nord; porta Formosi (o porta Marina) situata sul lato ad ovest; porta della Montagna (o porta Castello) situata sul lato sud; porta Piccioli (o porta Tutti i Santi) situata sul lato ad est.
Il nucleo centrale del Casamale è un edificio ecclesiastico, il convento dei Padri Eremitani di Sant'Agostino con la cappella titolata prima a San Giacomo e poi, dopo la costruzione della chiesa, a Santa Maria della Sanità. Nel 1595 la chiesa fu insignita del titolo di Collegiata cambiando il nome di Santa Maria Maggiore. Il Casamale racchiudeva tra le sue mura, oltre alla imponente Collegiata, conventi e palazzi dell'aristocrazia che occupavano solo in misura parziale le insule. Questi terreni sono stati pian piano occupati e abitati da coloni, commercianti e artigiani.
L'antico borgo medievale del Casamale si conserva ancora integro, nonostante le evidenti tracce di manomissioni consistenti in interventi in calcestruzzo tra le antiche murature in pietra.
Il borgo si sviluppa sulla dorsale del monte Somma, tra i 180 ed i 220 m s.l.m. e consiste in uno spazio delimitato da antiche murazioni, ancora oggi ben visibili, che individuano un netto confine con il resto dell'abitato. Il borgo è astutamente protetto a sud dal monte Somma, a est dall'alveo Fosso dei Leoni e a ovest dall'alveo Cavone del Purgatorio. Attorno al centro, l'attuale Collegiata, si sviluppa un impianto medievale fatto di vie strette, alcuni archi, con le coperture delle case che sembrano toccarsi non consentendo al sole di filtrare. Le costruzioni presentano una colorazione grigia e spesso si trovano importanti archi d'ingresso in piperno. I balconi delle abitazioni, ornati da parapetti di ferro battuto, sono poco sporgenti e sono impostati su robuste soglie di piperno lavorato. Elementi architettonici del XVI, XVII e XVIII secolo sorgono accanto alle costruzioni medievali, tra cui palazzo Colletta–Orsini, il palazzo Basadonna, il monastero della Monache Carmelitane, palazzo Secondulfo. Questo importante patrimonio d'arte e di cultura ha subito numerose manipolazioni che hanno distrutto in poco tempo strutture che si mantenevano intatte da secoli.
Il Borgo Casamale, legato da anni alla tradizionale e suggestiva "Festa delle Lucerne", che si svolge ogni 4 anni, fatta di vedute pittoresche e di giochi prospettici, grazie alla presenza delle lucerne che nel centro storico tratteggiano con tocchi di colore e intensa e calda luminosità, angoli e scorci di vicoli, ponendo in risalto il patrimonio storico/artistico e culturale di Somma Vesuviana. Appassionati artigiani esponendo i propri lavori, mettono in luce un passato su cui continuare a costruire, un passato che affascina e coinvolge i cittadini e i visitatori.

### Architetture religiose

#### La chiesa di San Domenico
La chiesa di San Domenico sorge nel cuore di Somma Vesuviana e con il consenso del papa Nicolò IV fu fatto costruire dal re Carlo II d'Angiò nel 1294. Venne di seguito affidato ai Padri Predicatori dell'ordine dei Domenicani. L'origine angioina della chiesa è ricordata da una tela, opera del Cacciapuoti e posta alle spalle dell'altare, raffigurante Carlo II d'Angiò genuflesso ai piedi della Vergine e San Domenico che santifica. La chiesa fu dedicata a Santa Maddalena.
Il complesso monastico si affermò come centro culturale e come sede di importanti transazioni economico-patrimoniali e di gestione delle rendite provenienti dalla sua estesa proprietà immobiliare accumulata per lasciti, donazioni e acquisti. Sul pavimento della chiesa alcune pietre tombali ricordano la sepoltura di personaggi che nei secoli diedero vita a Somma Vesuviana. Le acque della cisterna posta nel chiostro hanno dissetato per secoli la popolazione locale. Il chiostro è stato inoltre per lungo tempo sede delle riunioni del Sindaco e del parlamento cittadino, privilegio abolito dal viceré di Napoli nel 1696.
Numerosi eventi catastrofici, tra cui l'eruzione del 1631, causarono crolli e conseguenti interventi di restauro e cambiamento. Nel secolo XVIII, per via di molti restauri, le sottostanti strutture gotiche furono rese illeggibili. Nel 1794 un'altra eruzione causò il crollo di alcune strutture e con la successiva ricostruzione fu realizzata l'attuale facciata addossata a quella già esistente. Con la seconda abolizione degli ordini religiosi (1861-1866), la chiesa ed il convento furono concessi in proprietà al comune di Somma Vesuviana. La chiesa fu affidata ad un rettore nominato di volta in volta dal consiglio comunale. Alcuni locali del convento furono invece utilizzati come sede municipale e per altri uffici pubblici, organizzazioni politiche, culturali, ricreative ed assistenziali. Dopo il terremoto dell'Irpinia del 1980 la chiesa è stata dichiarata inagibile, e solo successivamente sono stati attuati dei lavori di restauro e risanamento statico.
La facciata della chiesa oggigiorno è caratterizzata da uno stretto pronao mantenuto da due colonne ioniche, cui si accede con una gradinata in piperno. Il pronao prosegue al secondo ordine, con uno spazio rientrante chiuso da una balaustra. Sei semicolonne articolano la facciata, quattro delle quali sono diretto prolungamento del pronao sottostante. Al di sopra di questo secondo ordine, una finestra a forma di cerchio nasconde il rosone dell'antica facciata gotica. Al di sopra di questo è collocato il timpano. Lo spazio interno, a navata unica, è preceduto da un vestibolo con colonne corinzie sul quale era collocato il coro dei monaci. Le cappelle laterali e l'abside quadrata sono decorati con stucchi di pregevole fattura. Tele di grandi autori del XVII e XVIII secolo arricchiscono le cappelle, mentre nell'abside è collocata la tela del Cacciapuoti. La presenza di molte pietre tombali seicentesche e settecentesche documenta l'importanza e la nobiltà della chiesa.

#### Chiesa di Santa Maria del Pozzo
Nella frazione di Santa Maria del Pozzo c'è la chiesa che porta lo stesso nome; il complesso formato dalla chiesa e dal monastero di Santa Maria del Pozzo sorge sulle costruzioni più antiche della chiesa inferiore, costruita da re Roberto d'Angiò nel 1333 per ricordare l'incontro tra Giovanna (erede al trono di Napoli) con Andrea (figlio di Caroberto, re d'Ungheria) nella località denominata “i prati di Nola” e identificata con il territorio ad oriente del palazzo reale della Starza della Regina, cioè di Santa Maria del Pozzo. La chiesa fu dedicata a “Nostra Donna” e successivamente questo nome fu trasformato in “Madonna dello puzzo”, per il pozzo che si trovava nei pressi della chiesa.
Nel 1488 un'alluvione causò gravi danni alla chiesa che rimase sepolta sotto fango e pietre. Fu la regina Giovanna III d'Aragona, nei primi anni del XVI secolo, a volere la costruzione di una nuova chiesa con annesso convento sopra quella più antica, che non fu però demolita. La regina, nel 1510, affidò il magnifico complesso con l'assenso del Papa Giulio II ai frati di San Francesco. Nel 1575 il monastero venne consacrato dal vescovo di Lettere e Gragnano e venne dedicato alla "Santa Vergine dell'Annunziata", nonostante il popolo continuasse a chiamarlo “Santa Maria del Pozzo”. Del resto tale è rimasto il nome del luogo della vasta zona che circonda il complesso religioso. La chiesa inferiore, con la costruzione di quella superiore, venne impiegata a codifica cimiteriale per le famiglie gentilizie e dei frati cartesiani della grancia di Somma del convento di San Martino.
All'inizio del XVII secolo l'interno del complesso subì numerose trasformazioni e le originarie linee gotiche furono coperte con pesanti sovrastrutture barocche. Risale infatti al settecento la facciata barocca, fatta demolire nel Novecento nel corso di uno sprovveduto tentativo di ripristinare quella originaria. Il convento fu ampliato nella seconda metà del XVIII secolo, divenendo anche luogo di cultura: nella sua biblioteca si trovavano molti testi del XVI secolo. Vi scaturirono lo studio delle arti e fu realizzato un importante lanificio, per soddisfare le esigenze dei religiosi della provincia.
Con le leggi per la soppressione degli ordini religiosi, intorno al 1860 i frati Francescani furono costretti ad abbandonare il monastero che, divenuto comunale, fu adibito a lazzaretto durante l'epidemia di colera del 1884.
Nel 1920 la chiesa venne dichiarata monumento nazionale. Nel 1921 l'amministrazione comunale concesse per 29 anni i locali del convento (esclusa la chiesa) al “Comitato napoletano dell'Opera Nazionale per gli orfani dei contadini morti in guerra” che vi istituì una fiorente colonia agricola. L'anno successivo iniziarono i lavori di restauro per ripristinare l'originario aspetto gotico. Nel 1941 infine i frati Francescani, ritornarono in possesso del convento.

#### Chiesa di San Giorgio Martire
La chiesa di San Giorgio Martire si trova nel centro di Somma Vesuviana. Sorge su una piccola piazzetta a cui si accede da una larga rampa di scale incassata tra edifici antichi, che enfatizza lo spazio con un prolungamento prospettico su via Gramsci, mentre lateralmente si allarga e si immette sull'ampia piazza Vittorio Emanuele III.
Costruita all'esterno del "Borgo murato" del Casamale, fu distrutta molte volte e fu sempre riedificata. Le caratteristiche architettoniche della struttura nel Cinquecento erano composte da una sala lunga e ben cinque cappelle per lato, erano diverse da quella attuale. La chiesa fu ricostruita varie volte per i problemi causati dalle eruzioni del Vesuvio. Totalmente ricostruita dopo il 1764, e ancora dopo quindici anni il parlamento dell'Università di Somma Vesuviana (amministrazione pubblica di quei tempi) decise per un nuovo intervento sulla chiesa. Altri interventi, anche radicali, si susseguirono nel corso dell'Ottocento. Anche la seconda guerra mondiale causò ulteriori danni a tal punto di distruggere tutte le suppellettili.

### Palazzo Torino
Sempre in piazza Vittorio Emanuele III si trova anche il Palazzo Torino, attuale sede comunale, che ospita ogni anno la tradizionale festa del "Palio di Somma Vesuviana".

### Villa augustea

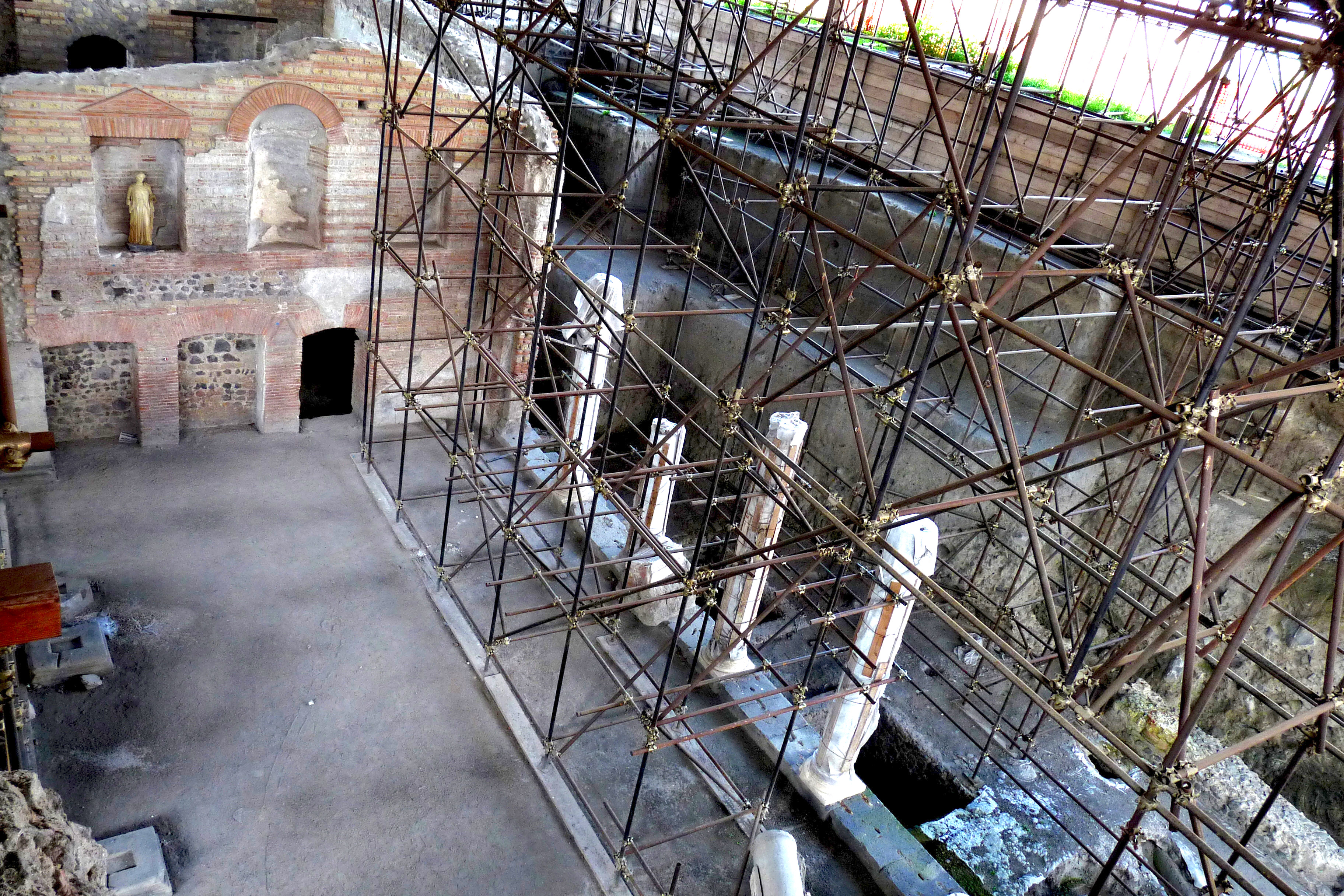
La cosiddetta Villa di Augusto di Somma Vesuviana.

Alle pendici del monte Somma, In località Starza della Regina, si trova in fase di scavo un enorme complesso di strutture romane risalenti per lo più al II sec d.C. Nello stesso luogo negli anni trenta era stato fatto uno scavo molto parziale che fu interrotto a causa di mancanza di fondi.I lavori di scavo sono tuttora in corso dal 2002 ad opera dell’Università di Tokyo su progetto di A. De Simone. Quanto portato in luce finora, circa 2000 m², è solo una parte dell’intero monumento, le cui strutture si sviluppano in ogni direzione oltre il limite indagato. L’impianto era, in origine, articolato per terrazze e si sviluppa con un allineamento N-S lungo le pendici del Somma-Vesuvio in un contesto paesaggistico e ambientale particolarmente favorevole.
Il nucleo centrale risale al tardo I sec d.C., anche se la villa sicuramente esisteva già, come attestano alcuni elementi risalenti a prima del 79 d.C. Recenti scoperte attestano che fu restaurata o ricostruita dopo i danni dell’eruzione del 79 d.C., che distrusse le città costiere danneggiando solo parzialmente quelle dell’entroterra. Così per alcune centinaia di anni la villa fu un impianto produttivo a destinazione domestica fino a cadere in disuso con la fine dell’Impero Romano. Già da tempo oggetto di spoliazione, durante l’ultima fase di vita, la villa era stata più volte trasformata e probabilmente restavano in uso solo alcuni ambienti sotto forma di impianto produttivo. A seguito dell’eruzione sub-pliniana detta ‘di Costantinopoli’, la villa fu distrutta nel 472, quando prima scosse sismiche preannunciarono l’eruzione, poi sabbie e lapilli si depositarono sulle rovine ed infine correnti piroclastiche e colate di fango sommersero le strutture per metà della loro altezza. Per decine di anni un sottile strato si è accumulato sul nuovo piano di calpestio, le strutture emergenti sono state erose (la statua della peplofora rinvenuta nel luogo originario risulta erosa per metà della sua altezza e segna il livello preciso del terreno) fin quando nel 512 una nuova eruzione ha ricoperto quanto restava.

## Società

### Evoluzione demografica
Abitanti censiti

### Etnie e minoranze straniere
Al 31 dicembre 2022 la popolazione straniera era di 1.182 abitanti, pari al 3,69% degli abitanti.

### Tradizioni e folclore
Palio di Somma Vesuviana
Festa popolare che si tiene ogni anno nella seconda settimana di settembre nei giorni venerdì, sabato e domenica, organizzato dal gruppo "Giovani per un Mondo Unito", è una manifestazione artistica che si basa sul concetto di ritrovamento dei valori e delle tradizioni popolari di un tempo del paese a partire dall'antichissimo Magister Nundinarum al fascino degli antichi mestieri, dal consumo dei prodotti gastronomici locali alle meravigliose sfide nei giochi tra le contrade; il ricavato è interamente devoluto a finanziare progetti umanitari soprattutto in territorio africano.
Festa Delle Lucerne
La Festa delle lucerne, ha antiche origini ed è sicuramente di derivazione pagana. Si svolge con cadenza quadriennale nel borgo medievale del Casamale dove sorge l’imponente Collegiata di Santa Maria della Neve, e consiste in visite tra gli abitanti, ma soprattutto, nell’addobbo degli antichi vicoli con felci e ramo di castagno, realizzando una fitta copertura vegetale delle vie che saranno il teatro della rappresentazione. La manifestazione inizia al tramonto, quando un uomo o una donna, comunemente chiamati “ ’o mast” e festa ” accende con una candela una prima lucerna, e dà il via per l’accensione di tutte le altre, e per l’apertura dell’acqua per le fontane. Non mancano cibo e vino, in parte posto sulla tavola dei fantocci, e lì lasciato, il resto viene offerto ai visitatori. Così il rito si perpetua ogni sera della manifestazione. Nel frattempo nella solenne chiesa, la statua della Madonna della Neve è già stata esposta alla devozione generale; la sera del 5 agosto, nella sua ricorrenza, la statua sarà portata in processione, al suono della banda, fermandosi in opportuni luoghi dove si ascolteranno antichi canti devozionali, intonati nascostamente da voci femminili.

## Cultura

### Musei
A Somma vesuviana si trovano: Il Museo della Civiltà Contadina "Michele Russo", il Museo Etnostorico delle Genti Campane e l'Archivio Etnografico Regionale.

### Street Art
A Somma Vesuviana nel 2018 l'artista argentino Francisco Bosoletti realizza insieme all'associazione Tramandars, Alma Memoria, un murale alto 7 metri che reinterpreta un quadro dell'artista Francesco Solimena trafugato negli anni '70 dalla Collegiata di Somma.

## Geografia antropica

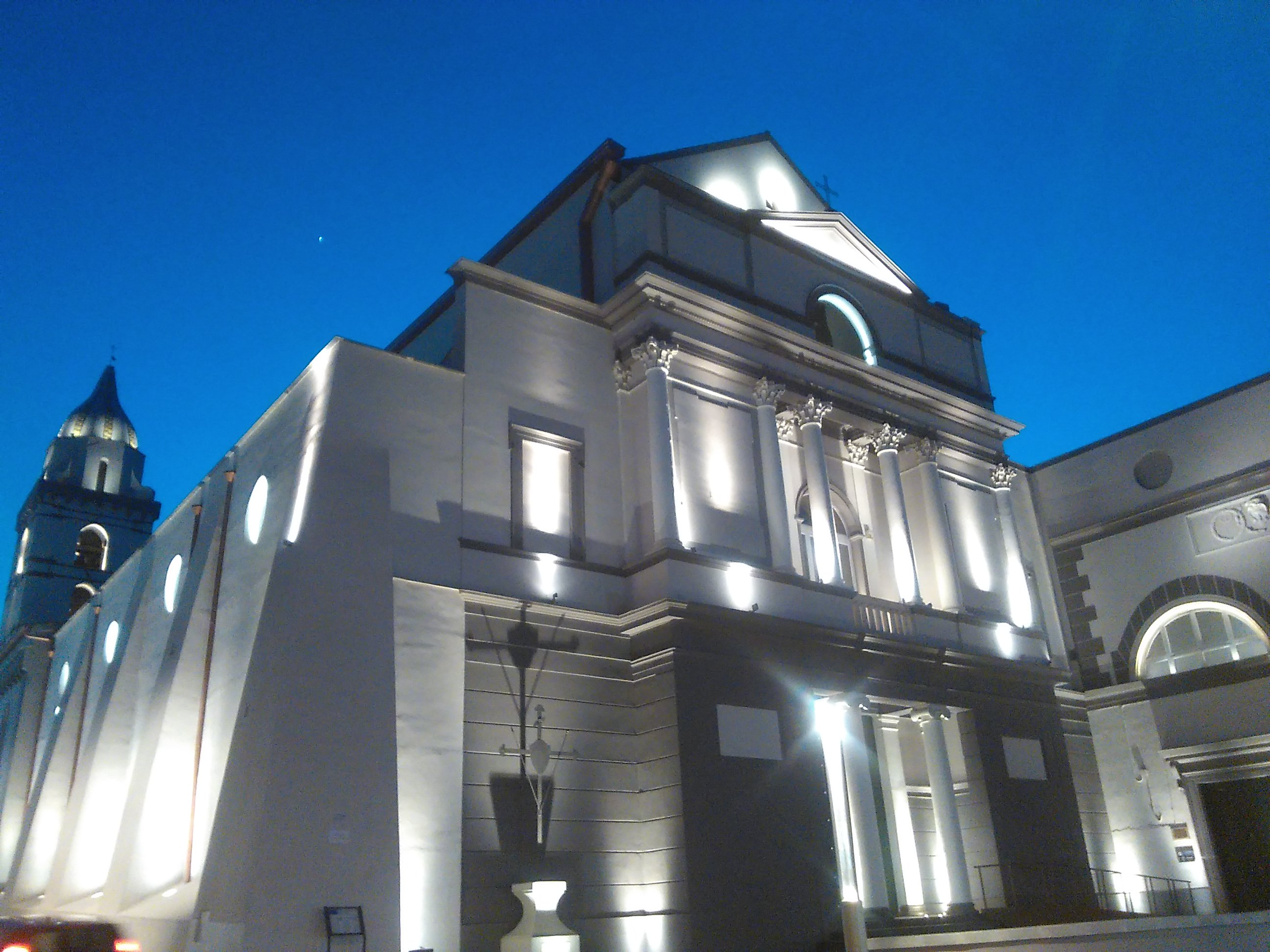
La chiesa di San Domenico

### Frazioni
Nel 2011 il comune ha richiesto il titolo di città, ottenuto poi nel 2012, con decreto del Presidente della Repubblica Italiana.
Le sue frazioni sono le seguenti: Centro Storico Casamale, Crocelle Camaldoli, Fornaro, Lupa, Masseria Allocca, Matarazzo, Mercato Vecchio, Musciabuono, Paradiso, Pizzone Cassante, Reviglione, Rione Trieste, San Sossio, Santa Maria delle Grazie a Castello, Santa Maria del Pozzo, Starza della Regina.

## Infrastrutture e trasporti
Il comune è servito dalla ferrovia Circumvesuviana con tre stazioni:
- Stazione Circumvesuviana di Somma
- Stazione Circumvesuviana di Villa Augustea
- Stazione Circumvesuviana di Rione Trieste

Disponeva anche della Stazione FS di Reviglione di Somma Vesuviana, ma la linea ferroviaria Cancello-Torre Annunziata (cui apparteneva la stazione) è stata da anni dismessa.
Inoltre, il comune è attraversato dalla strada statale 268 del Vesuvio.

## Amministrazione
| Periodo | Periodo   | Primo cittadino             | Partito      | Carica                    | Note |
| ------- | --------- | --------------------------- | ------------ | ------------------------- | ---- |
| 1946    | 1948      | Michele Pellegrino          | Indipendente | Sindaco                   |      |
| 1948    | 1950      | Paolo Emilio Restaino       | DC           | Sindaco                   |      |
| 1950    | 1951      | Eugenio Testa               | DC           | Sindaco                   |      |
| 1951    | 1952      | Emanuele Sessa              |              | Commissario prefettizio   |      |
| 1952    | 1953      | Francesco De Siervo         | DC           | Sindaco                   |      |
| 1953    | 1955      | Giuseppe Aliperta           | DC           | Sindaco                   |      |
| 1955    | 1956      | Michele Troianiello         | DC           | Sindaco                   |      |
| 1956    | 1960      | Francesco De Siervo         | DC           | Sindaco                   |      |
| 1960    | 1964      | Francesco De Siervo         | DC           | Sindaco                   |      |
| 1964    | 1967      | Francesco De Siervo         | DC           | Sindaco                   |      |
| 1967    | 1967      | Roberto D'Amato             |              | Commissario prefettizio   |      |
| 1967    | 1970      | Carmine Mocerino            | DC           | Sindaco                   |      |
| 1970    | 1971      | Francesco De Siervo         | DC           | Sindaco                   |      |
| 1971    | 1976      | Antonio D'Ambrosio          | DC           | Sindaco                   |      |
| 1976    | 1981      | Francesco De Siervo         | DC           | Sindaco                   |      |
| 1981    | 1983      | Nicolò Iossa                | PSI          | Sindaco                   |      |
| 1983    | 1985      | Cimmino Tancredi            | PSI          | Sindaco                   |      |
| 1985    | 1987      | Antonio Piccolo             | DC           | Sindaco                   |      |
| 1987    | 1988      | Giovambattista Mastrosimone |              | Commissario prefettizio   |      |
| 1988    | 1990      | Vittorio Piccolo            | DC           | Sindaco                   |      |
| 1990    | 1993      | Antonio Piccolo             | DC           | Sindaco                   |      |
| 1993    | 1997      | Alfonso Auriemma            | DC           | Sindaco                   |      |
| 1997    | 2000      | Carmine Mocerino            | PPI          | Sindaco                   |      |
| 2000    | 2001      | Fiamma Spena                |              | Commissario prefettizio   |      |
| 2001    | 2003      | Vincenzo D'Avino            | L'Ulivo      | Sindaco                   |      |
| 2003    | 2005      | Mariaguia Federico          |              | Commissario prefettizio   |      |
| 2005    | 2006      | Cataldo Bianchi             |              | Commissario straordinario |      |
| 2006    | 2008      | Raffaele Allocca            | AN           | Sindaco                   |      |
| 2008    | 2013      | Raffaele Allocca            | PdL          | Sindaco                   |      |
| 2013    | 2014      | Raffaele Allocca            | FI           | Sindaco                   |      |
| 2014    | 2014      | Franca Fico                 |              | Commissario prefettizio   |      |
| 2014    | 2017      | Pasquale Piccolo            | FdI          | Sindaco                   |      |
| 2017    | 2017      | Caterina Iovino             |              | Commissario prefettizio   |      |
| 2017    | 2022      | Salvatore Di Sarno          | UdC          | Sindaco                   |      |
| 2022    | in carica | Salvatore Di Sarno          | UdC          | Sindaco                   |      |

## Sport
Nel comune si trova lo stadio comunale "Felice Nappi", dove si disputano le gare casalinghe della squadra di calcio Viribus Unitis, fondata nel 1917 e attualmente militante nel campionato di Promozione Campania.